# Rudolf I. von Einsiedeln
Rudolf I. (OSB) (* 11. Jahrhundert; † 22. Mai 1101) war von 1090 bis 1101 der 9. Abt des Klosters Einsiedeln.

## Leben
Rudolf I. gehörte möglicherweise dem Adelsgeschlecht der Rapperswiler an. Ausdrücklich bezeugt werden kann seine Stellung als Kämmerer, bevor er zum Abt gewählt wurde.
Über die Amtszeit Rudolf I. ist wenig bekannt. Während seiner Herrschaft schenkte Eberhelm von Altbüron dem Kloster eine Reihe von Gütern.